# Çaylak Tevfik
Çaylak Tevfik  (* 1843 in Istanbul, Türkei; † 1893), eigentlich Mehmet Tevfik, war ein türkisch-osmanischer Schriftsteller und Journalist.
Mehmet Tevfik kam aus einfachen Verhältnissen. Er war der Sohn des osmanischen Beamten Mustafa Ağa, der später als Barbier arbeitete. Seine Mutter war die ehemalige Konkubine von Feldmarschall Ali Rızâ Pascha. Mehmet Tevfik besuchte lediglich vier Jahre die Rüşdiye-Schule und war Autodidakt. Nach seiner Tätigkeit als Beamter und dichterischen Versuchen brachte er es später als Journalist und Volkskundler zu Ruhm. 1867 arbeitete er für die Zeitung „Muhbir“, später für die Zeitung namens „Istanbul“. In dieser Zeit verfasst er die ersten beiden Bände seines Erstlingswerks Letâif-i İnşâ. 1870 gab Mehmet Tevfik seine erste Zeitung heraus. Sie trug den Namen „Asır“. 1871 ging Tevkif an der Seite des neu ernannten Gouverneurs Âkif Pascha nach Bosnien und leitete dort die Kanzlei des Sandschaks „Saray“. In dieser Zeit bereiste er Ungarn, Kroatien und Österreich.
Wieder zurück in Istanbul übernahm er die Leitung der Zeitung Letâif-i Âsâr. 1875 gab er die humoristische Zeitschrift „Geveze“ heraus. Nach der ebenfalls humoristischen Zeitung „Çaylak“, die er von Februar 1876 bis Juni 1877 herausgab, wurde er Çaylak genannt.  Aus Sorge über das Verschwinden türkischer Bräuche und Traditionen widmete er sich dem Sammeln von Volkserzählungen. Zu seinen Veröffentlichungen zählt eine dreibändige Sammlung der Geschichten von Nasreddin Hoca.
Der Orientalist Theodor Menzel hat seine Selbstbiographie (1) und einige seiner Werke in der Türkischen Bibliothek ins Deutsche übersetzt, vorwiegend aus Istambolda bir sene (Ein Jahr in Konstantinopel).

## Werke
- İstanbul'da Bir Sene, Mehmed Tevfik, İletişim Y., İst. 1995[1]
- Werke online bei archive.org

### Übersetzungen in der Türkischen Bibliothek
- Band 2: Ein Jahr in Konstantinopel. Erster Monat: Tandyr baschy (der Wärmekasten). Nach dem Stambuler Druck von 1299 h. zum ersten Mal ins Deutsche übertragen und durch Fussnoten erläutert von Theodor Menzel (1905) (Online)
- Band 3: Ein Jahr in Konstantinopel. Vierter Monat: Die Ramazan-Nächte. Nach dem Stambuler Druck von 1299 h. zum ersten Mal ins Deutsche übertragen und durch Fussnoten erläutert von Theodor Menzel (1905) (Online)
- Band 4: Ein Jahr in Konstantinopel. Zweiter Monat: Helva-sohbeti (die Helva-Abendgesellschaft). Nach dem Stambuler Druck von 1299 h. zum ersten Mal ins Deutsche übertragen und durch Fussnoten erläutert von Theodor Menzel (1906) (Online)
- Band 6: Ein Jahr in Konstantinopel. Dritter Monat: Kjatxane (die süssen Wasser von Europa). Nach dem Stambuler Druck von 1299 h. zum ersten Mal ins Deutsche übertragen und durch Fussnoten erläutert von Theodor Menzel (1906) (Online)
- Band 10: Ein Jahr in Konstantinopel. Fünfter Monat: Die Schenke oder die Gewohnheitstrinker von Konstantinopel. Nach dem Stambuler Druck von 1300 h. zum ersten Mal ins Deutsche übertragen und durch Fussnoten erläutert von Theodor Menzel (1909) (Online)
- Band 13: Das Abenteuer Buadem's : mit 1 Tafel. Aus Mehmed Tevfîq's Anekdoten-Sammlung „Buadem“ nach dem Stambuler Druck von 1302 h zum ersten Male ins Deutsche übertragen und durch Fussnoten erläutert von Dr. Theodor Menzel (1911) (Online)